# جونيور أوسبورن
جونيور أوسبورن (بالإنجليزية: Junior Osborne)‏ (12 فبراير 1988 بواتفورد في المملكة المتحدة - ) هو لاعب كرة قدم بريطاني في مركز الظهير. لعب مع نادي واتفورد ونادي كيدرمينستر هاريرز لكرة القدم ونادي ألدرشوت تاون ونادي نورثوود لكرة القدم.

## وصلات خارجية
- جونيور أوسبورن على موقع قاعدة بيانات كرة القدم.إي يو (الإنجليزية)
- جونيور أوسبورن على موقع Soccerbase.com (لاعب) (الإنجليزية)